# 인터넷 감시 재단과 위키백과
2008년 12월 5일, 영국의 감시 단체인 인터넷 감시 재단(IWF)은 스콜피언스의 1976년 스튜디오 앨범 Virgin Killer와 관련된 영어 위키백과 콘텐츠를 블랙리스트에 올렸다. 논란의 여지가 있는 커버 아트워크가 누드 포즈를 취하는 어린 소녀를 묘사했기 때문이다. 가짜 유리 조각 효과로 인해 성기가 가려졌다. 해당 이미지는 어린이의 음란한 사진을 소유하거나 제작하는 것을 금지하는 영국 법률에 따라 "잠재적으로 불법인 콘텐츠"로 간주되었다. IWF의 블랙리스트는 클린피드(Cleanfeed)와 같은 웹 필터링 시스템에서 사용된다.
표지 아트를 묘사하는 이미지 설명 페이지의 URL도 블랙리스트에 올랐다. 그러나 썸네일과 이미지 자체는 계속 액세스할 수 있다. 앨범 커버는 발매 당시 논란의 여지가 있는 것으로 간주되어 일부 시장에서는 밴드 멤버의 사진이 포함된 대체 커버 이미지로 대체되었다. IWF는 해당 이미지를 "18세 미만 어린이를 대상으로 한 잠재적인 불법 외설 이미지"라고 설명했다. 위키백과의 정책에는 "분명히 부적절"하거나 다른 위키백과 정책을 위반하거나 미국에서 불법인 콘텐츠를 제거하더라도 "일부 독자가 불쾌하거나 모욕적이라고 생각하는" 콘텐츠는 검열하지 않는다고 명시되어 있다.
영향을 받은 ISP를 통해 영국에 거주하는 영어 위키백과 독자를 위해 문서와 이미지를 검열한 직접적인 결과(회피할 수 있는 검열)와 앨범 표지가 amazon.co.uk(나중에 삭제됨)을 포함한 다른 주요 사이트에서 필터링되지 않은 상태로 제공되었다. 당시 영국에서 판매 가능했지만 이 조치는 위키백과에 간접적인 영향도 미쳤다. 즉, 영국에서 해당 ISP를 사용하는 모든 편집자가 백과사전의 모든 페이지에 기여하는 것을 일시적으로 차단하는 것이다. URL이 블랙리스트에 남아 있는 동안 이러한 ISP의 익명 편집을 방지한다. IWF는 이를 의도하지 않은 "부수적 피해"라고 설명했다. 이는 위키백과에 액세스하는 데 사용된 프록시 때문이었다. 위키백과는 기여자가 백과사전을 훼손할 경우 차단될 수 있는 차단 정책을 구현하기 때문이다. 따라서 하나의 ISP에서 발생하는 모든 파손 행위는 하나의 프록시, 즉 하나의 IP를 통해 전달되며 해당 프록시를 사용하는 모든 ISP 고객은 편집이 금지된다.
항소 절차를 시작하고 상황을 검토한 후 IWF는 2008년 12월 9일에 해당 페이지의 블랙리스트 지정을 취소하고 영국 외부에서 호스팅되는 이미지의 다른 사본을 블랙리스트에 추가하지 않겠다고 발표했다.